# Henrik Jensen (allenatore 1985)
Henrik Jensen (Aalborg, 11 gennaio 1985) è un allenatore di calcio danese,  assistente allenatore del Burnley.

## Carriera
All'età di 18 anni ha deciso di abbandonare il calcio giocato per intraprendere la carriera di allenatore.
Ha cominciato ad allenare iniziando dal settore giovanile nella squadra in cui militava da giocatore, il Jetsmark IF. Dal 2007 ha guidato le giovanili dell'Aalborg Freja.
Nel gennaio 2011 è entrato a far parte dello staff tecnico del Fortuna Hjørring, squadra femminile campione di Danimarca in carica partecipante anche alla UEFA Women's Champions League. Qui è rimasto per un anno e mezzo.
Dal luglio 2013 al giugno 2016 è stato assistente allenatore presso la prima squadra del Vendsyssel che in quelle tre stagioni ha sempre militato in 1. Division, il secondo livello del calcio maschile danese.
Nell'agosto 2016 ha iniziato a seguire un progetto per conto degli svedesi dell'IFK Norrköping, della cui squadra Under-17 è stato capo allenatore pochi mesi più tardi per tutto l'anno 2017.
Nel maggio 2018 è stato temporaneamente assunto come capo allenatore ad interim del Linköpings FC, squadra femminile campione di Svezia in carica. È rimasto in carica fino a quando, il successivo 10 luglio, il club ha annunciato l'arrivo di Olof Unogård come nuovo tecnico in pianta stabile.
Rientrato in Danimarca, nel 2018-2019 è stato allenatore della squadra Under-17 del Midtjylland. Nelle due stagioni seguenti ha guidato la squadra Under-19 dello stesso club. Nel giugno 2021 è passato al ruolo di assistente allenatore della prima squadra. Tra il 28 luglio e il 24 agosto 2022 ha ricoperto ad interim il ruolo di capo allenatore della prima squadra, nei giorni intercorsi tra l'esonero di Bo Henriksen e la nomina di Albert Capellas. Con l'arrivo del tecnico spagnolo, Jensen è dunque tornato al ruolo di assistente.
Il 28 dicembre 2022, in vista della stagione 2023, gli svedesi del Kalmar hanno scelto Jensen come nuovo capo allenatore per sostituire il precedente tecnico Henrik Rydström, passato a sua volta alla guida del Malmö FF. Il Kalmar di Jensen ha chiuso l'Allsvenskan 2023 al sesto posto. L'anno seguente Jensen ha iniziato la stagione nuovamente al Kalmar, rimanendovi però solo fino alla pausa estiva dell'Allsvenskan 2024, nella quale il club occupava il penultimo posto in classifica dopo dodici giornate.
Il 20 giugno 2024 è stato infatti reso noto che il tecnico danese avrebbe lasciato il Kalmar per entrare a far parte dello staff tecnico del Burnley (nella Championship inglese) in qualità di assistente allenatore.